# Eurygenius perforatus
Eurygenius perforatus is een keversoort uit de familie snoerhalskevers (Anthicidae). De wetenschappelijke naam van de soort is voor het eerst geldig gepubliceerd in 1929 door Fall.